# Hirbnafsah
Hirbnafsah (tiếng Ả Rập: حر بنفسه, đã Latinh hoá: Hīrbnafseh, cũng đánh vần là Harb Nafseh) hoặc Harbanafsah (tiếng tiếng Thổ Nhĩ Kỳ: Hırbınefsıh, tiếng Ả Rập: حربنفسه, đã Latinh hoá: Hīrbīnafsīh) là một thị trấn ở phía tây bắc Syria, một phần hành chính của Tỉnh Hama, phía tây nam Hama. Các địa phương lân cận bao gồm Deir al-Fardis ở phía bắc, Tumin và al-Rastan ở phía đông, Kisin và Kafr Nan ở phía nam, Talaf ở phía tây nam,. Theo Cục Thống kê Trung ương (CBS), Hirbnafsah có dân số 3.574 trong cuộc điều tra dân số năm 2004. Đây là trung tâm hành chính và là địa phương lớn thứ sáu của Hirbnafsah nahiyah ("cấp dưới") bao gồm 26 địa phương với dân số tập thể là 54.592. Cư dân của nó chủ yếu là người Hồi giáo Sunni.
Nhà địa lý người Syria Yaqut al-Hamawi đã đề cập rằng Hirbnafsah là "một ngôi làng của người Hims " khi ông đến thăm vào năm 1225 trong thời kỳ Ayyubid cai trị.
Trong cuộc nội chiến ở Syria đang diễn ra, bắt đầu từ năm 2011, các nguồn tin đối lập cho rằng 40 người ở Hirbnafsa đã thiệt mạng do Quân đội Syria và lực lượng dân quân thân chính phủ bắn phá vào ngày 6 tháng 8 năm 2012. Các tài khoản đối lập khác đưa con số tử vong lên 11, bao gồm năm trẻ em.